# DN66A
De DN66A (Drum Național 66A of Nationale weg 66A) is een weg in Roemenië. Hij loopt van Petroșani via Aninoasa, Vulcan, Lupeni en Uricani naar Țațu. De weg is 105 kilometer lang.